# 緑ケ原 (つくば市)
緑ケ原（みどりがはら）は、茨城県つくば市にある地名。一丁目から四丁目まである。郵便番号は300-2646。

## 地理
つくば市西部に位置し、筑波研究学園都市周辺開発地区に位置する。全域が都市再生機構（旧都市基盤整備公団）によって1985年（昭和60年）-1987年（昭和62年）に開発された、開発総面積69,000m2の「つくばテクノパーク豊里」である。
地域内は日立建機、住友林業、大日本印刷をはじめ、工業用洗剤、コンベアー、パン、菓子、水処理装置、プラスチックなどを製造する工場が立ち並び、全域が工業団地となっている。
東・西・南は手生丸（てごまる）、北は上里・田倉と接している。

## 町名の変遷
| 実施後     | 実施年月日     | 実施前（各町名ともその一部） |
| ---------- | -------------- | ---------------------------- |
| （新町名） | （施行年月日） | （旧大字名）                 |

## 小・中学校の学区
市立小・中学校に通う場合、緑ケ原全域が上郷小学校・豊里中学校となる。

## 交通
- ■ つくバス吉沼シャトル 「テクノパーク豊里中央」
- ■ つくタク

## 施設

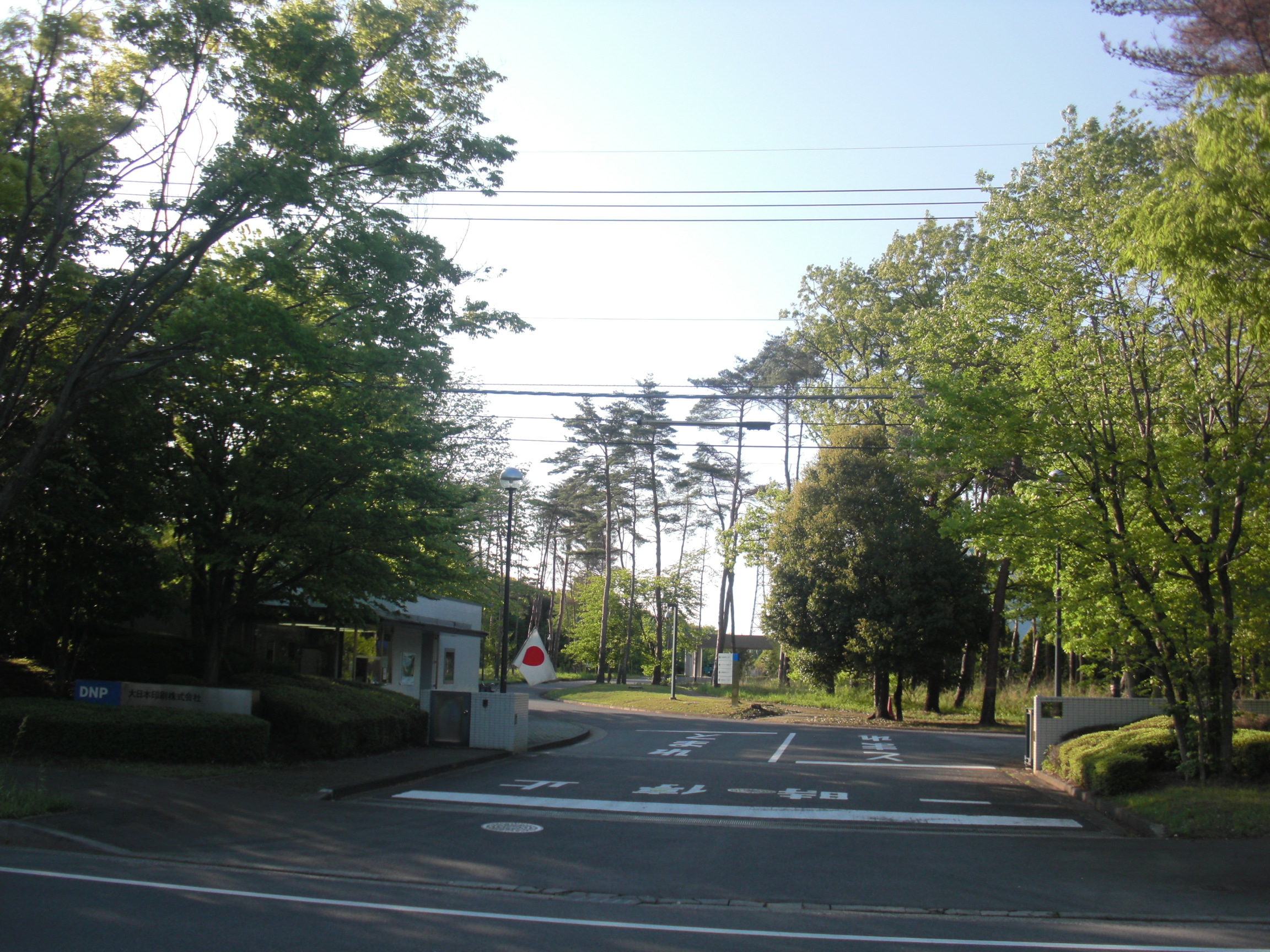
大日本印刷ナノサイエンス研究センター・技術開発センター（一丁目）
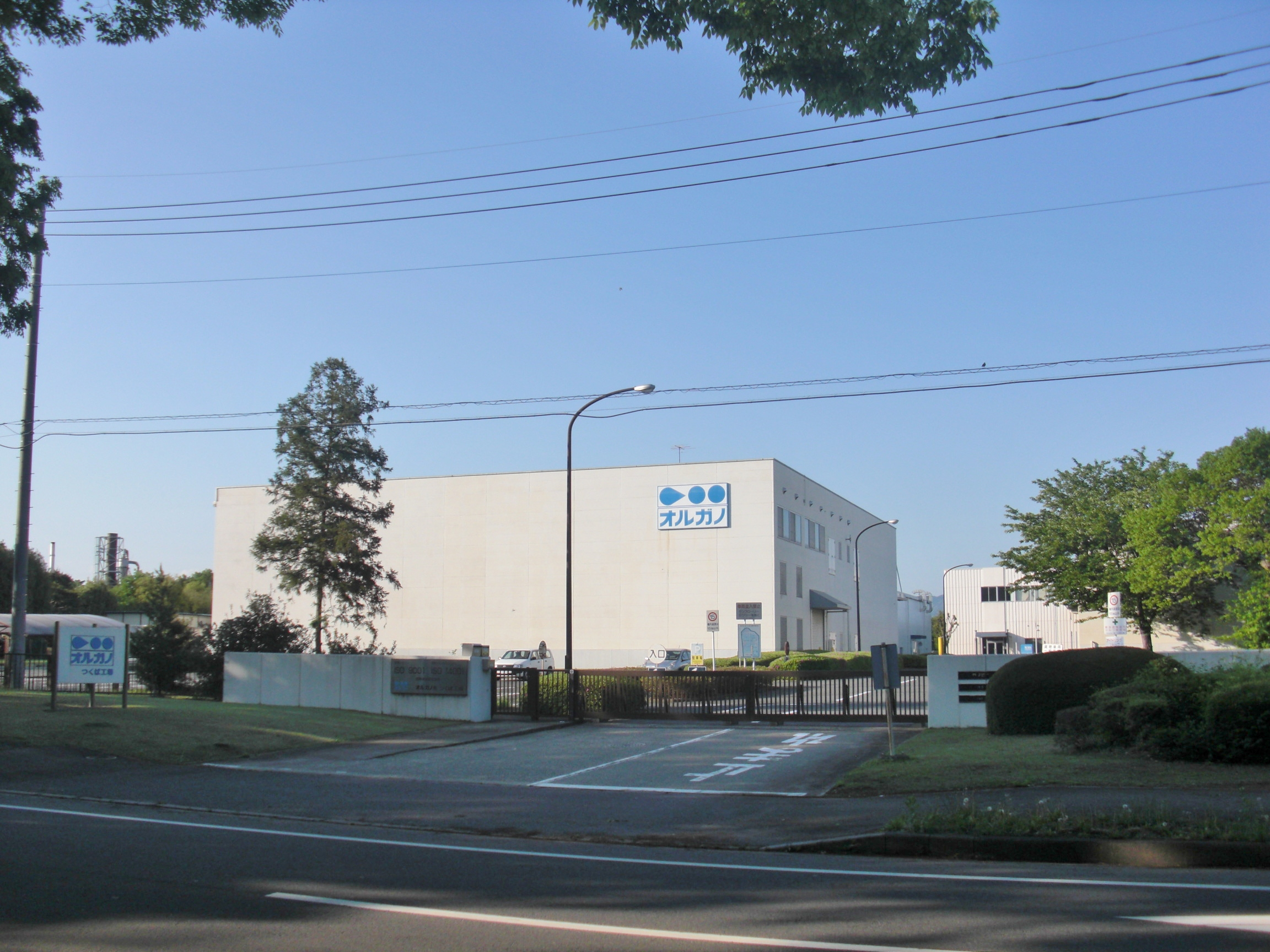
オルガノつくば工場（二丁目）
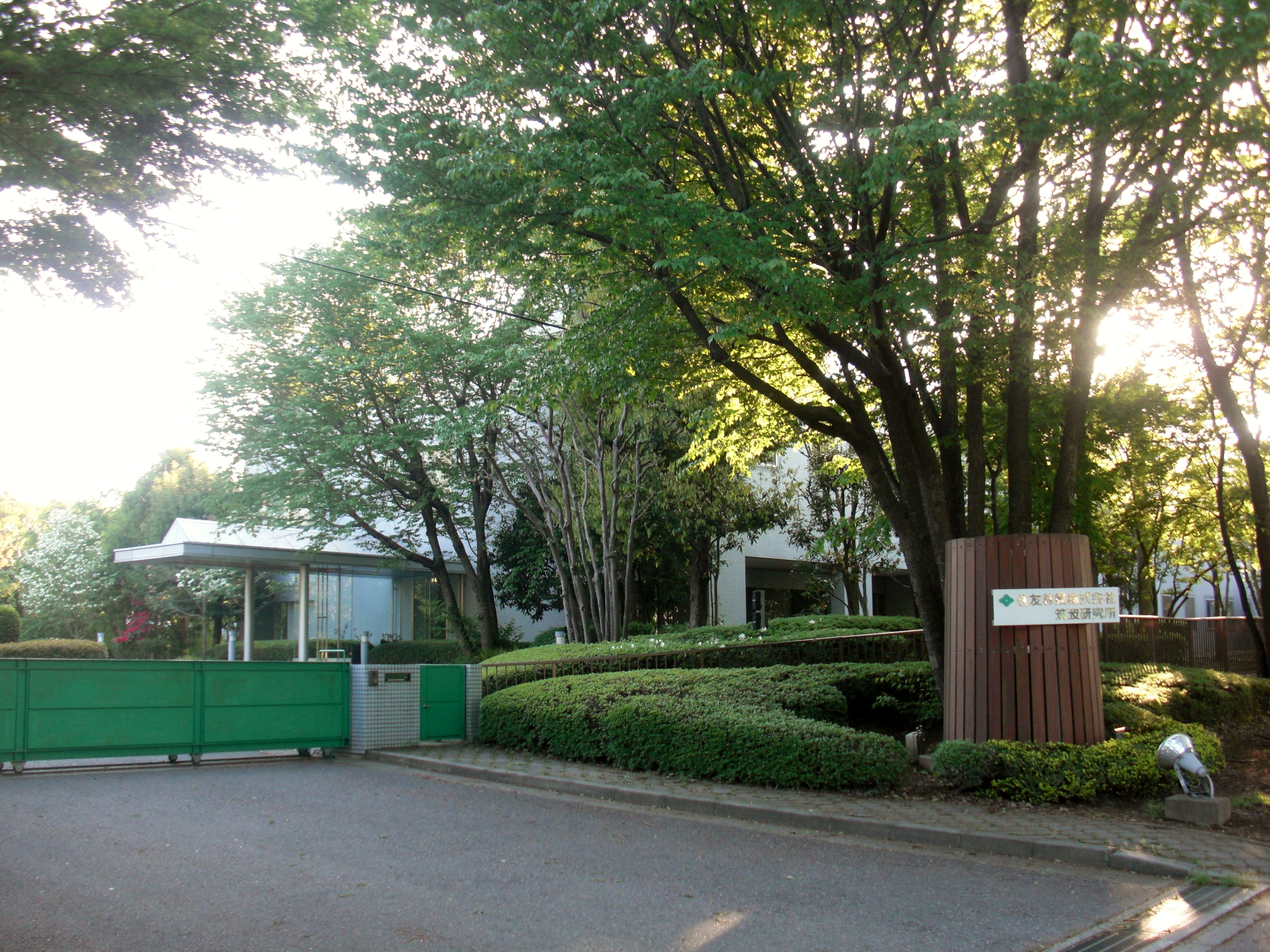
住友林業筑波研究所（三丁目）
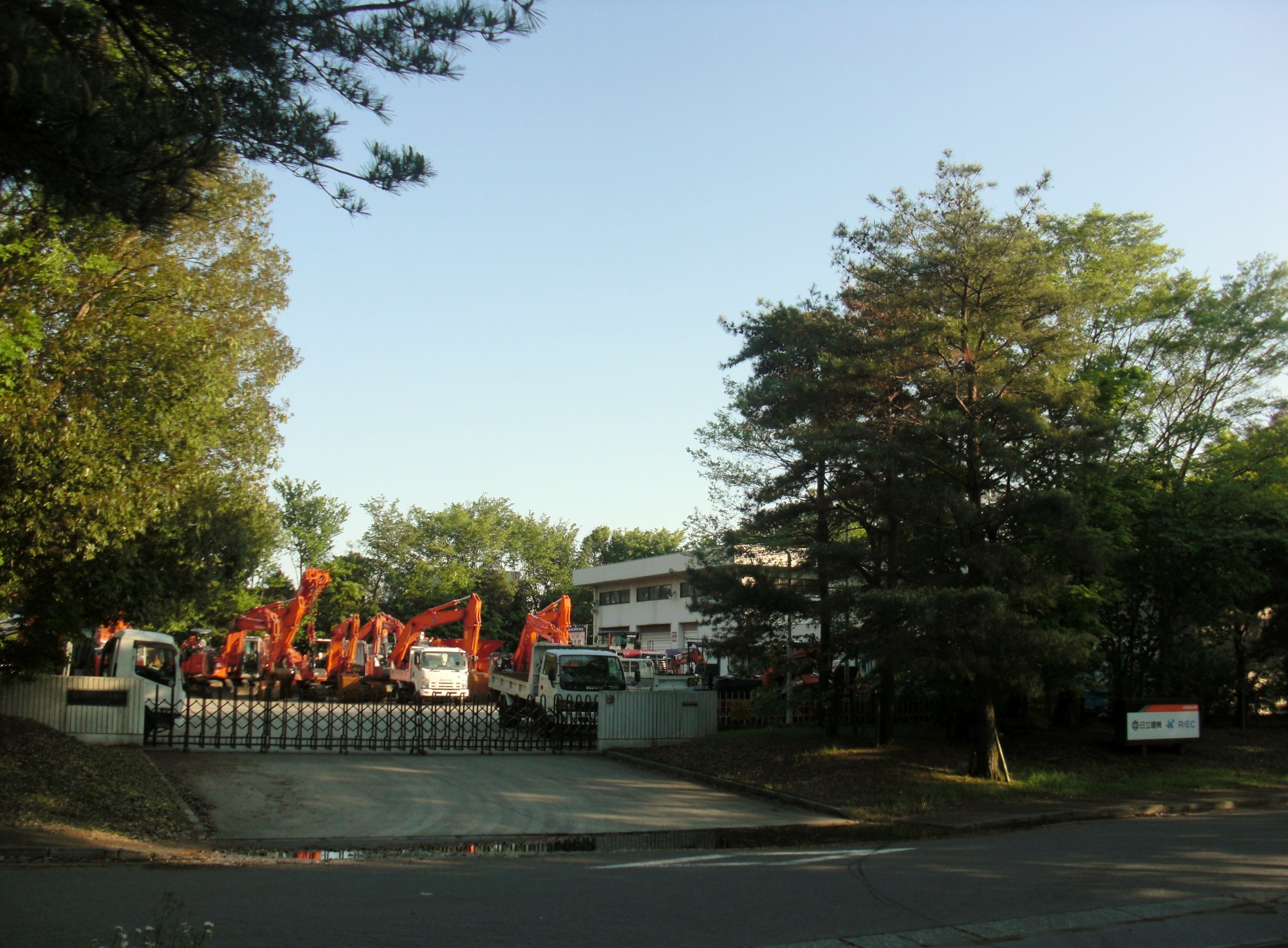
日立建機つくば営業所（四丁目）
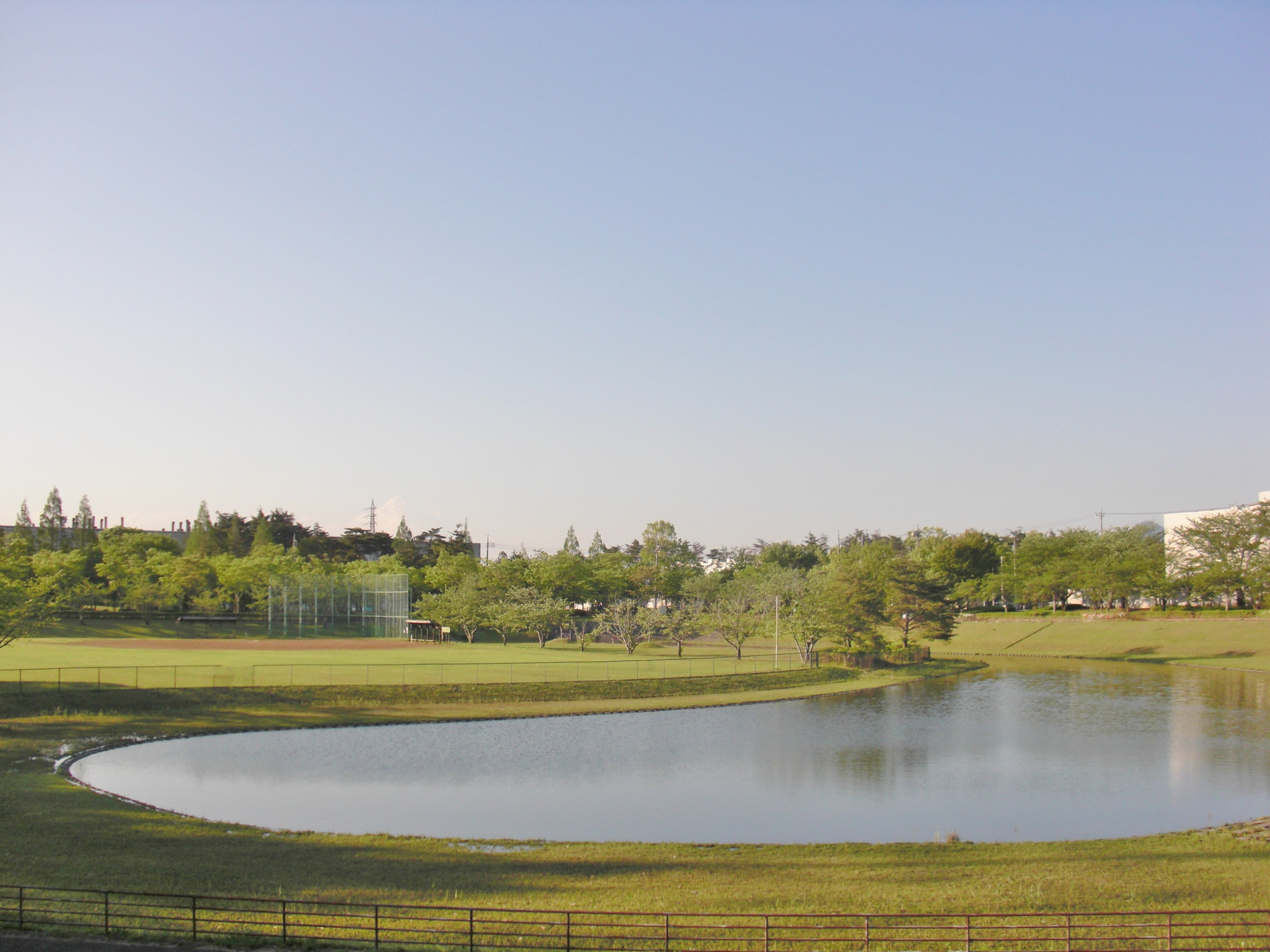
大崎公園（四丁目）